# Vöckla-Agertal

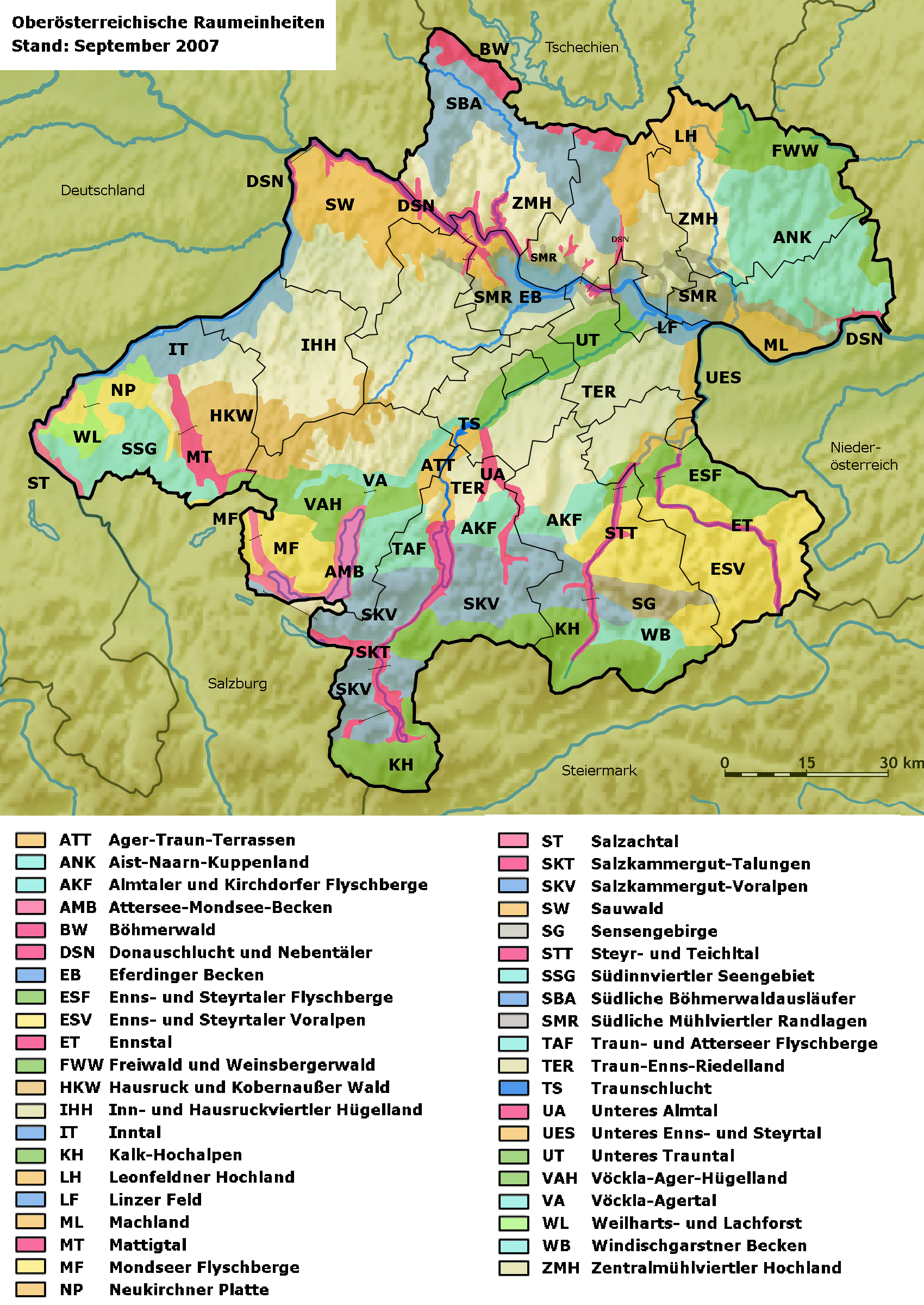
Alle OÖ-Raumeinheiten

Das Vöckla-Agertal ist eine der 41 Oberösterreichischen Raumeinheiten und erstreckt sich entlang der Vöckla und der Ager im Traunviertel, am Nordrande der Alpen zwischen den Ausläufern der Salzkammergutberge  und dem Kobernaußerwald–Hausruck-Zug, nördlich des Salzkammerguts.

## Lage
Die Raumeinheit liegt in den Bezirken Vöcklabruck und Wels-Land.
Die Fläche des Vöckla-Agertal beträgt 82,8 km² und erstreckt sich über rund 42 km. Die maximale Breite beträgt 3,5 km. Der tiefste Bereich liegt bei rund 360 m ü. A. bei Lambach. Der höchste Bereich des Gebiets liegt bei Frankenmarkt mit rund 530 m ü. A.
Folgende Gemeindegebiete liegen überwiegend oder gänzlich im Vöckla-Agertal (alphabetisch geordnet): Lambach, Neukirchen bei Lambach, Rüstorf, Redlham, Schlatt, Schwanenstadt, Timelkam und Vöcklabruck.
Die Raumeinheit ist von folgenden oberösterreichischen Raumeinheiten umgeben (im Uhrzeigersinn, beginnend im Norden):
Inn- und Hausruckviertler Hügelland, Traunschlucht, Ager-Traun-Terrassen, Vöckla-Ager-Hügelland und Attersee-Mondsee-Becken
Die Vöckla-Agertal ist in vier Untereinheiten gegliedert:
- Auwaldbereich und Kulturland
- Landwirtschaftlich geprägte Terrassenfelder
- Markante Geländekante mit Leitenwäldern
- Verdichtete Siedlungs- und Gewerbegebiete

## Charakteristik
- Eine schmale Talniederung von Vöckla und Ager mit Austufe und Niederterrasse.
- Austufe hat meist überwiegend naturnahe Auwaldreste (Eschenau, Reste von Silberweidenau und Grauweidenau). Teilweise ist der Wald lückenhaft, insbesondere an der Vöckla sind Galeriewälder selten. Die Wälder werden mit Plenterwirtschaft bewirtschaftet.
- In der Austufe finden sich vereinzelt 20 Meter hohe Schlierwände. Die Ager ist weitgehend reguliert und dennoch ein bedeutsames Vogelgebiet. Einige großflächige Schottergruben existieren.
- Die Terrassen- und Austufe ist dicht bebaut und wird intensiv landwirtschaftlich genutzt. Die Ackerlandschaft ist arm an Kulturlandschaftselementen und teils eng mit dem Siedlungsraum verwoben.
- Die Terrassenstufe ist dicht besiedelt und weist bedeutende Industrie- und Gewerbestandorte (Lenzing AG, Spitz AG, Kraftwerk Timelkam etc.) auf. Dazu zerschneiden einige Verkehrsachsen die Raumeinheit (z. B. Westautobahn) und der Eisenbahnknoten Bahnhof Attnang-Puchheim liegt ebenfalls in der Raumeinheit.
- Die Terrassenabhänge sind oft naturnah ausgebildet und landschaftsprägend. Die naturnahen Hangwälder sind vorwiegend Buche und Esche-Ahorn sowie Fichtenwälder.
- Es existieren einzelne Quellaustritte mit Tuffbildung entlang des südlichen Terrassenabfalls. Weiters gibt es viele naturnahe Gebüsche.